# Martín García Óñez de Loyola

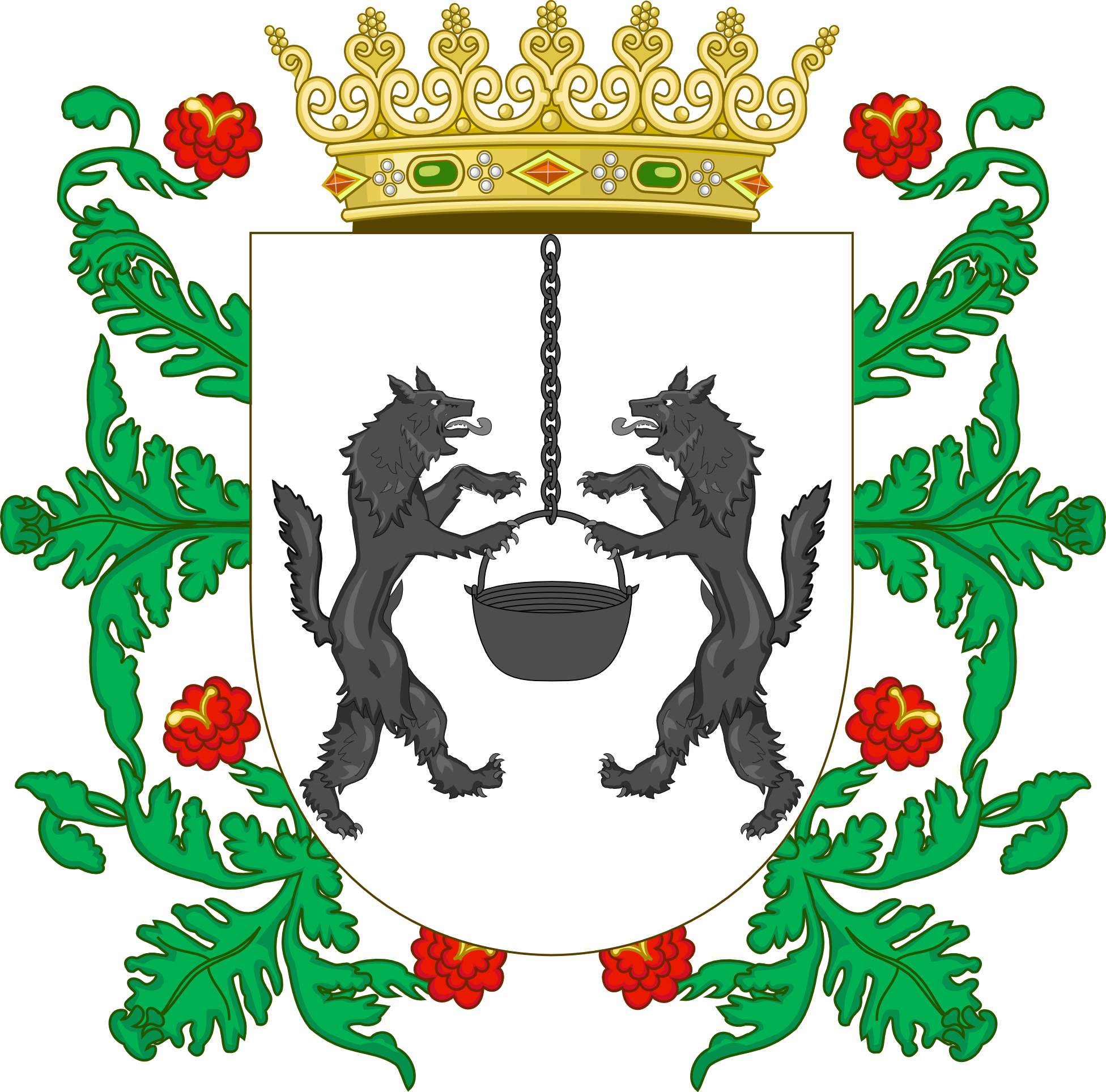
Escudo de la familia Loyola.

Martín García Óñez de Loyola (Azpeitia, 1549-Curalaba, 23 de diciembre de 1598) fue un funcionario español, que participó en importantes acciones militares y ejerció altos cargos políticos en el Virreinato del Perú, entre ellos el de gobernador del Reino de Chile.

## Biografía
Nació en Azpeitia (Guipúzcoa) en el seno de la rica familia de Loyola. Sus padres fueron los vizcaínos Martín García de Loyola y Araoz, y María Nicolasa de Oyanguren. Al crear su abuelo el mayorazgo de Oñaz y Loyola, dejó toda la fortuna al primogénito, Beltrán de Oñaz, tío de Martín. Martín era sobrino-nieto de San Ignacio de Loyola. 

### En el Perú
García Óñez de Loyola partió muy joven al Perú, en 1568, al lado del nuevo virrey Francisco Álvarez de Toledo en calidad de capitán de su guardia. 
En 1572 participó en la expedición militar contra Túpac Amaru, el último descendiente de los incas que se resistía a la dominación española en el estado neoincaico de Vilcabamba. Loyola lideró la expedición, teniendo como lugartenientes a los indios Francisco Chilche, curaca de los cañaris, y Francisco Cayo Topa, inca y a sazón primo de Manco Inca, fundador del estado vilcabambano.
En uno de los combates, un capitán inca de gran estatura llamado Huallpa embistió a Loyola, abrazándole de manera que no podía valerse de sus armas, y trató de despeñarles a ambos por el abismo de la montaña. Lo impidió el indio aliado Juan Currillo o Corillo, que atacó al inca (sacando y usando la espada de Loyola, según alguna versión) y lo mató antes de que pudiera arrojarse. Óñez más tarde recompensó a Currillo con posesiones en su encomienda de Yucay.
Al término de la expedición, Óñez de Loyola, estando al mando de la columna de vanguardia junto con Chilche y Cayo, sorprendió el campamento del último inca y lo capturó. Por su actuación, obtuvo sucesivamente el cargo de corregidor de Potosí, Huamanga y Huancavelica, además de la posesión de bienes y una encomienda. Contó también como recompensa a su esposa nativa, perteneciente a la familia real de los incas, sobrina de Túpac Amaru, y bautizada con el nombre cristiano de Beatriz Clara Coya.
Con estas recomendaciones, Felipe II lo nombró gobernador de Paraguay en 1592, cargo que no llegó a asumir porque poco después el rey lo designó gobernador de Chile, pues lo consideró el capitán más apto para poner fin a la Guerra de Arauco.

### Gobernador de Chile

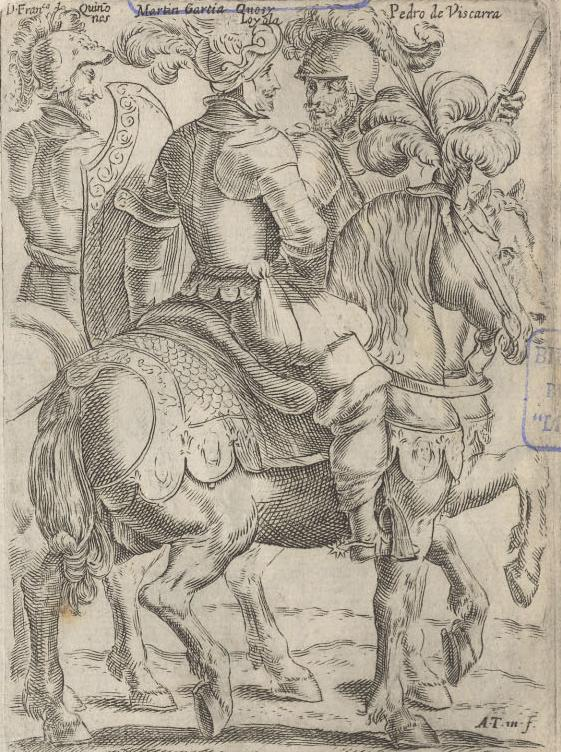
Quiñones, García Óñez de Loyola y Viscarra en un grabado del.

García Óñez de Loyola llegó a Valparaíso el 23 de septiembre de 1592 y juró su cargo ante el Cabildo el 6 de octubre determinado a pacificar Arauco, por lo que se dirigió de inmediato a Concepción a la cabeza de 110 hombres que logró reunir en la capital (febrero del año siguiente). Con tan escasos recursos que disponía en el reino, García Óñez de Loyola se dio cuenta de que sin refuerzos desde el Perú no lograría nada; su campaña contra los mapuches se mantenía con solo poco más de 200 soldados. 
La aparición del pirata británico Richard Hawkins, que encendió la alarma en el Perú, retrasó el envío de refuerzos (se decía que eran necesarios para la defensa del virreino). Hawkins en sus correrías atacó también el puerto de Valparaíso, pero como el botín era muy pobre, en un acto caballeresco, devolvió los artículos que no le servían y dejó en libertad a los marineros apresados.
El gobernador no recibió los soldados solicitados, pero sí llegaron dos órdenes religiosas, los agustinos y los jesuitas; estos últimos tendrían una gran importancia en los futuros sucesos ocurridos durante el período colonial en Chile, hasta su expulsión en 1767.
El gobernador decidió no esperar más, y en 1594 inició las campañas del sur con el reducido contingente con que contaba. Tres años después llegó un refuerzo de 140 hombres, pero no bastaban, a lo que se sumó la negativa de Santiago de enviar más soldados. Los pocos refuerzos que llegaron del Perú no se debían a una decisión del virrey, que ofrecía generosas ofertas a quien se uniera, sino a que el nombre de Chile estaba desprestigiado por esa guerra interminable, y nadie deseaba arriesgar su vida yendo allí.

### Curalaba: muerte del gobernador

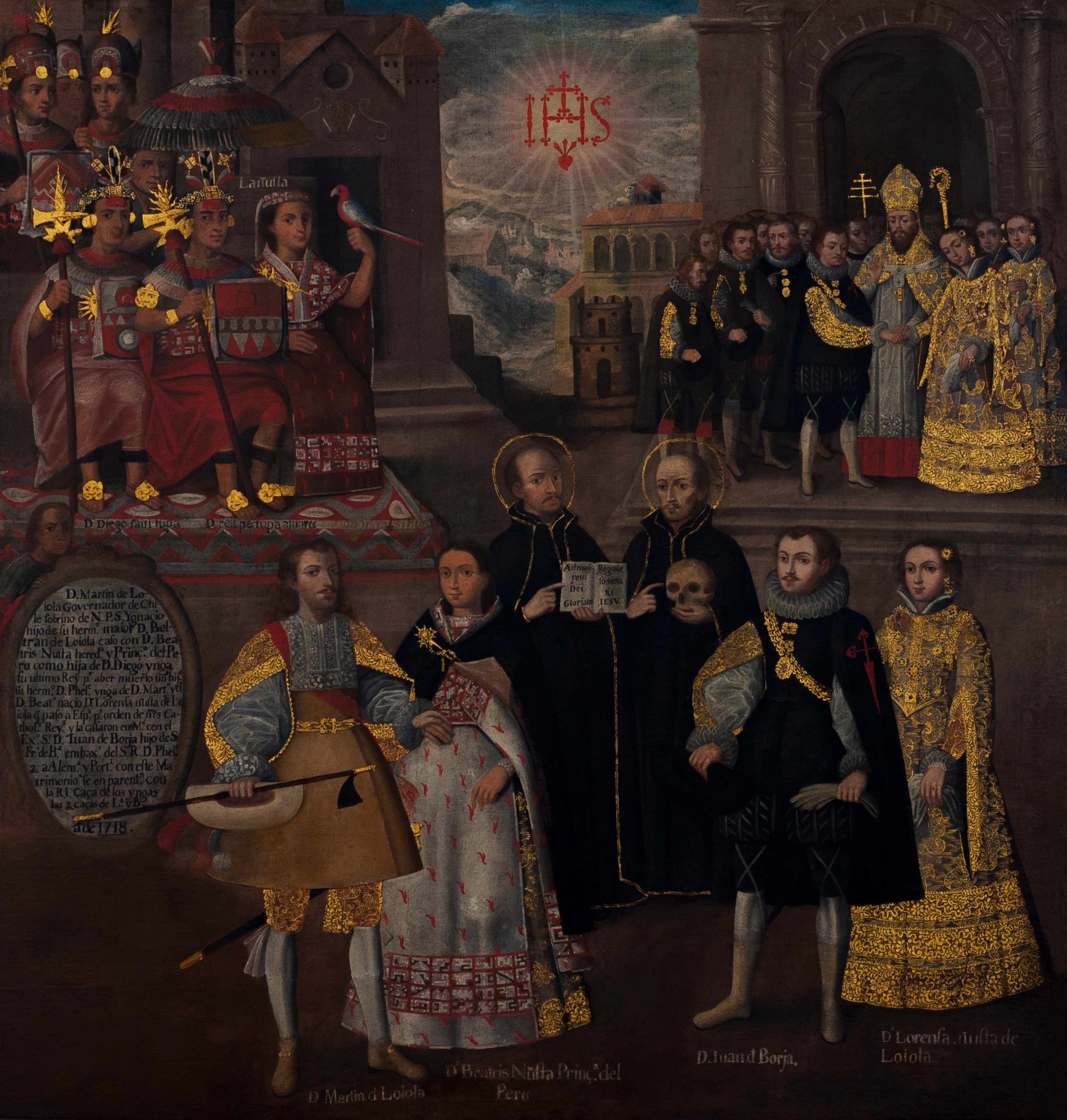
Matrimonio de Martín García de Loyola con la princesa inca Beatriz Clara Coya.

Se encontraba el gobernador en La Imperial cuando le llegó la noticia de que en Angol los mapuches habían reanudado sus ataques, por lo que partió el 21 de diciembre de 1598 con 50 jinetes españoles y unos 300 yanaconas auxiliares. Distante ambas localidades 20 leguas (1 legua = 5,6 km), el trayecto era muy peligroso. Los fuertes más próximos —San Salvador de Coya (anteriormente destruido) y Jesús en Purén, junto al fuerte Huadaba, actual Los Sauces— estaban pasadas las ciénagas y el lago Lumaco; el paraje de Curalaba era un lugar de tránsito utilizado por el ejército español para pernoctar.
Al atardecer del 21 de diciembre de 1598, avanzan una legua hasta un paraje llamado Pailachaca, para continuar muy temprano al día siguiente marchando hasta Curalaba (=piedra partida), a orillas del río Lumaco, encajonado en este lugar por altas barrancas, donde descansaron sin tomar ninguna medida de precaución para evitar un ataque. Este lugar se encuentra en la entrada del actual pueblo de Lumaco y las comunidades mapuche mantienen historias sobre ese suceso. En la madrugada del 23 los mapuches se acercaron al campamento, y al trueno de sus gritos y cuernos se lanzaron al ataque de los españoles.
En el combate murieron casi todos los españoles, incluido el gobernador; se salvaron solo el clérigo Bartolomé Pérez, hecho prisionero, y Bernardo de Pereda, soldado que quedó tirado en el campo de batalla con 23 heridas en el cuerpo, pero aún vivo.
Fue tal la importancia de la victoria sobre los españoles, que se reunieron decenas de lonkos y sus konas en la casa del lonko de Lumaco Wenumilla a celebrar. Posteriormente, los mapuches iniciaron entonces un levantamiento general que terminó con la destrucción de las siete ciudades entre el sur del río Biobío y el canal de Chacao. Los araucanos guardaron la cabeza de Martín García Óñez de Loyola y entregaron el cráneo años más tarde al gobernador Alonso García de Ramón.

## Descendencia
De su matrimonio con la princesa inca Beatriz Clara Coya tuvo una sola hija, Ana María Lorenza García Sayri Túpac de Loyola, quien luego de su matrimonio con Juan Enríquez de Borja —hijo del marqués de Alcañices y nieto de san Francisco de Borja—, recibió en 1614 el título de marquesa de Santiago de Oropesa.